# Asedio de Atella
El asedio de Atella tuvo lugar en julio del año 1496 y fue consumado por las tropas españolas al mando de Gonzalo Fernández de Córdoba, que recibió el apodo del "Gran Capitán" gracias a su éxito en el asedio. Con ello, se culminó la ofensiva de la liga Veneciana más importantes durante el conflicto ya que a partir de esta victoria y de la capitulación francesa casi todas las plazas francesas pasaron al rey Fernando II de Nápoles, permitiendo así expulsar a casi todos los franceses del territorio napolitano, menos a las plazas de Calabria, Venosa, Tarento y Gaeta .

## Antecedentes
Fernando II había logrado encerrar al francés Gilberto de Montpensier en su cuartel general en Atella, vigorizando a los soldados napolitanos con la promesa de refuerzos alemanes enviados por Maximiliano I. Sin embargo, decidió no intentar la toma de la plaza sin la presencia de Fernández de Córdoba, que en aquel momento operaba en Calabria. El Gran Capitán consideraba necesario asegurar la retaguardia antes de iniciar una empresa tan costosa, pero aceptó ponerse en camino.
Córdoba dejó Calabria el 7 de junio con 400 hombres de caballería ligera, 70 hombres de armas y 1000 hombres de intantería elegidos por él, y aunque tuvo que marchar por tierra enemiga, su reputación le ayudaba a tomar fortalezas y ciudades. Después de 17 días a través del territorio napolitano, reforzado por otros 500 hombres que llegaron de Castilla, el Gran Capitán llegó a la puertas de Atella. En el campamento ya estaban el rey Fernando II, el legado pontificio César Borgia y el comandante veneciano Francisco II Gonzaga, que cedieron inmediatamente el mando al castellano.

## El asedio
Tras evaluar las defensas francesas con una columna de jinetes, al Gran Capitán le llamaron la atención unos molinos cercanos mediante los cuales los sitiados obtenían agua y harina, lo cual les permitía prolongar por más tiempo el cerco a la espera de una posible llegada de auxilios exteriores. El castellano fijó como primer objetivo privar la ciudad del beneficio de los molinos, que Montpensier custodió con piqueros suizos y arqueros y ballesteros gascones en previsión del ataque. El Gran Capitán dividió su infantería en dos trozos flanqueada por la caballería y atacó las posiciones el 1 de julio.
La batalla fue corta, ya que las tropas francesas estaban probablemente desmoralizadas por las continuas derrotas. Los gascones rompieron filas y huyeron sin orden ni concierto, mientras que los suizos optaron igualmente por retroceder hacia la ciudad. La caballería ligera hispana les cortó la retirada, y prácticamente fueron aniquilados. Salió entonces de la ciudad la caballería pesada gala, y el Gran Capitán reagrupó todas sus fuerzas para hacerle frente. Tras un nuevo choque, aquella fue cediendo terreno, y finalmente optó por refugiarse en la ciudad, logrando así los españoles apoderarse de los molinos.
A continuación el Gran Capitán tomó el resto de posiciones enemigas circundantes a Atella, entre ellas las fortalezas de Ripacandida y Venosa. Así el cerco se iba haciendo más pequeño, entonces el duque de Montpensier pactó rendirse y entregar la ciudad si no llegaban refuerzos en 30 días. En el pacto se incluyeron una serie de cláusulas:
- Menos las plazas del Señor de Aubigny en Calabria, todas las demás plazas de Nápoles deberían pasar a la liga Veneciana.
- Se ayudaría a trasladar a los soldados franceses a Francia en navíos. Habría un indulto general a los soldados napolitanos que hubieran participado al lado de Francia y que reconociesen como rey a Fernando II en quince días.

## La rendición
Como la ayuda no llegó, se firmaron las cláusulas de la capitulación. Pero las ciudades de Venosa, Tarento y Gaeta se negaron a rendirse, excusándose en no tener órdenes directas de Carlos VIII. Desde que zarpara el barco francés con 5.000 hombres hasta su llegada murieron en el camino 4.500 tripulantes por culpa de diversas epidemias, y entre ellos, figuraba el duque de Montpensier.

## Consecuencias
Esta gran victoria de Don Gonzalo fue sonada a nivel internacional, y a partir de esta batalla fue cogiendo el sobrenombre del Gran Capitán. Después de esta batalla todas las plazas francesas menos Venosa, Tarento y Gaeta y las gobernadas por el Señor de Aubigny, se recuperaron para Fernando II.